# Józef Baran (opozycjonista)
Józef Baran (ur. 22 września 1955 w Krakowie) – polski opozycjonista, działacz Studenckiego Komitetu Solidarności w Krakowie, jeden z założycieli Komitetu Samoobrony Chłopskiej Ziemi Rzeszowskiej, członek komitetu redakcyjnego pisma "Placówka".

## Życiorys
Urodził się rodzinie chłopskiej. Jego ojciec prowadził gospodarstwo rolne w Zielonkach pod Krakowem. W czasie studiów w Akademii Ekonomicznej w Krakowie został w 1977 członkiem Studenckiego Komitetu Solidarności, a od września 1977 do końca roku akademickiego 1977/1978 był jednym z jego rzeczników. Po ukończeniu studiów w 1978 był współpracownikiem KSS "KOR". Od listopada 1978 był współorganizatorem Komitetu Samoobrony Chłopskiej Ziemi Rzeszowskiej. Od kwietnia 1979 był członkiem komitetu redakcyjnego pisma "Placówka". 2 czerwca 1979 podpisał deklarację założycielską niezależnego Ośrodka Myśli Ludowej. W czerwcu 1980 wydawał pierwszy numer niezależnego pisma Wieś rzeszowska. Jesienią 1980 został alumnem seminarium duchownego w Przemyślu, które jednak opuścił po kilku miesiącach. W 1981 został pracownikiem Ośrodka Prac Społeczno-Zawodowych przy MKZ NSZZ „Solidarność” w Małopolsce, a od maja 1981 kierował Ośrodkiem Prac Społeczno-Zawodowych przy MKZ NSZZ „Solidarność” Rzeszów. Uniknął internowania w grudniu 1981 i ukrywał się. Należał do inicjatorów powstałego w sierpniu 1982 Ogólnopolskiego Komitetu Obrony Rolników, od września 1982 był redaktorem naczelnym pisma OKOR - "Solidarność Rolników". Zatrzymany w czerwcu 1983 na 48 godzin, a marcu 1984 aresztowany, uwolniony na mocy amnestii w lipcu 1984, w listopadzie 1984 wyemigrował do Norwegii. Powrócił do Polski w 2002. Był m.in. prezesem Polskiego Stowarzyszenia Przedsiębiorców Chrześcijańskich.
Za swoją działalność został w 2007 odznaczony Krzyżem Oficerskim Orderu Odrodzenia Polski (M.P. nr 54, poz. 609)